# Akudama Drive
Akudama Drive (アクダマドライブ Akudama Doraibu?) es una serie de anime japonesa de 2020 producida por Pierrot y Too Kyo Games. Aunque la serie iba a ser estrenada en julio de 2020, se retrasó hasta octubre debido a la pandemia de COVID-19. La serie está dirigida por Tomohisa Taguchi y escrita por Kazutaka Kodaka, quien tenía como objetivo mostrar un tipo de personajes rebeldes. Una adaptación al manga se publicó desde el 7 de julio de 2020 hasta el 24 de diciembre de 2020.

## Argumento
En el pasado, los países "Kantō" y "Kansai" entraron en guerra y dividieron el mundo. Tras acabar la guerra, Kansai se convirtió en un país vasallo de Kantō. La policía y el gobierno de Kansai se han degradado con los años y el crimen campa a sus anchas. Estos nuevos criminales son conocidos como "Akudama". La historia sigue a un grupo de "Akudama", quienes reciben un mensaje de un cliente anónimo para liberar a un prisionero, condenado a muerte, llamado, Asesino, antes de ser ejecutado. Sin embargo, una vez que logran completar esto, descubren que el trabajo era parte de un plan más amplio de su cliente para hacerlos trabajar juntos en un trabajo mucho más grande y peligroso: infiltrarse en el Shinkansen y robar la valiosa carga de una bóveda en la parte delantera del tren. Por lo tanto, el equipo debe trabajar en conjunto para terminar el trabajo y ganar su gran paga, mientras se mantienen por delante, huyendo de los Ejecutores (especializados en cazar "Akudama") de la Policía de Kansai detrás de ellos.

## Personajes
Persona Ordinaria (一般人 Ippanjinī?) / Estafadora (詐欺師 Sagi-shi?)
 Seiyū: Tomoyo Kurosawa, Carolina Ayala (español latino)
Una mujer normal que ha crecido en una casa normal, tiene un trabajo normal y vive una vida normal. Ella se involucra con las vidas de Akudama, nunca se entristece y siempre es positiva pase lo que pase.
Mensajero (運び屋 Hakobi-ya?)
 Seiyū: Yūichirō Umehara, Alejandro Graue (español latino)
Es un hombre de pocas palabras y solo dice lo necesario. Tiene una confianza absoluta en su trabajo y es un adicto al mismo. Tiene un gran talento para conducir y puede usar cualquier arma.
Luchador (喧嘩屋 Kenka-ya?)
 Seiyū: Shunsuke Takeuchi, Enzo Miranda (español latino)
Un luchador idiota quien cree que el poder lo es todo. Tiene una personalidad muy directa.
Hacker (ハッカー Hakkā?)
 Seiyū: Shun Horie, Samuel Lazcano (español latino)
Un cyber-terrorista que tiene grandes habilidades de hackeo. Se apasiona mucho sobre las cosas que parecen imposibles de hacer, pero es indiferente a las cosas que no le interesan.
Doctora (医者 Isha?)
 Seiyū: Megumi Ogata, Paula Barros (español latino)
Una científica loca a la que le gusta jugar con las vidas de la gente. Ella es experta en el tratamiento médico y esconde jeringas y gas debajo de su chaqueta.
Matón (チンピラ Chinpira?)
 Seiyū: Subaru Kimura, Jonathan Ramírez (español latino)
Es un hombre cobarde que se preocupa mucho por sus amigos.
Asesino (殺人鬼 Satsujinki?)
 Seiyū: Takahiro Sakurai, Rómulo Bernal (español latino)
Es un hombre cuyo hobby es el asesinato. Su personalidad normal es tan inocente como un niño, pero en ciertas circunstancias tiene impulsos asesinos.
Black Cat (黒猫 Kuro Neko?)
 Seiyū: Maaya Uchida, Gael Sánchez (español latino)
Instructor de la División de Castigo Capital (処刑課師匠 Shokei-ka Shishō?)
 Seiyū: Akio Ōtsuka, Edson Matus (español latino)
Estudiante de la División de Castigo Capital (処刑課弟子 Shokei-ka Deshi?)
 Seiyū: Yumiri Hanamori, Judith Noguera (español latino)
Jefa (ボス Bosu?)
 Seiyū: Yoshiko Sakakibara, María Teresa Pinochet (español latino)

## Producción
Pierrot y Too Kyo Games se atribuyen el trabajo original. Ambos estudios lo revelaron en marzo de 2020. Kazutaka Kodaka se atribuye el borrador de la historia original. Tomohiro Taguchi está dirigiendo el anime en Pierrot, y Yoshifumi Sasahara es el director asistente. Norimitsu Kaihō supervisa los guiones de la serie. Cindy H. Yamauchi está adaptando los diseños de personajes originales de Rui Komatsuzaki. Aida Shigekazu está componiendo la música. El tema de apertura es "STEAL!!" por SPARK!!SOUND!!SHOW!! mientras que el tema de cierre es "Ready" por Urashimasakatasen.
El anime se retrasó de julio de 2020 a octubre debido a los efectos de la pandemia de COVID-19. Funimation obtuvo la licencia de la serie para su transmisión en inglés. Tras la adquisición de Crunchyroll por parte de Sony, la serie se trasladó a Crunchyroll obteniendo la licencia de la serie fuera de Asia. Selecta Visión obtuvo la licencia de la serie en España. Muse Communication obtuvo la licencia de la serie en el sudeste asiático. Una adaptación a manga debutó en Renta! con sus dos primeros capítulos el 7 de julio con 48 páginas, con 24 páginas nuevas por capítulo cada mes a partir de entonces.
El 1 de noviembre de 2021, Funimation anunció que la serie recibió un doblaje en español latino, que se estrenó el 11 de noviembre.
Tominaga y Odaka se conocieron en la universidad. Tominaga quedó impresionado con el trabajo de Odaka en Danganropa y lo inspiró a hacer un nuevo trabajo juntos. Ambos eran fanáticos de Pulp Fiction (1994), Reservoir Dogs (1992) y The Usual Suspects (1995) de Bryan Singer. Su fascinación por las obras de Tarantino influyó en la realización de la serie, sobre todo en el género cyberpunk. Debido a que el elenco estaba compuesto por siete protagonistas, el equipo originalmente tenía la intención de llamarlo Akudama Seven. El atractivo de Reservoir Dogs llevó al equipo a desarrollar un elenco único con diferentes características. Otras influencias incluyen la película Ghost in the Shell (1995) de Mamoru Oshii y Blade Runner (1982) de Ridley Scott. Tominaga quería entretener a la audiencia occidental además de la japonesa, razón por la cual el anime tiene lugar en Kansai. Originalmente, Tominaga creía que Tokio y Osaka eran mucho más populares, pero le dijeron que Kansai era más atractivo, sobre todo en las décadas de 1960 y 1970.
Kaihō comentó que el elenco está destinado a ser rebelde en contraste con otros temas que la gente toma en consideración con respecto a series similares. Akudama Drive está destinado a ser una contraparte de la serie donde el elenco depende el uno del otro. Para celebrar el lanzamiento del anime "Akudama Drive" en julio, se programo una transmisión en vivo con el personal y las apariciones del elenco en AbemaTV el 21 de marzo.

### Lista de episodios
| N.º | Título                | Dirigido por                                      | Escrito por                                                       | Fecha de emisión original |
| --- | --------------------- | ------------------------------------------------- | ----------------------------------------------------------------- | ------------------------- |
| 1   | «SE7EN»               | Tomohisa Taguchi                                  | Norimitsu Kaihō, Tomohisa Taguchi                                 | 8 de octubre de 2020      |
| 2   | «RESERVOIR DOGS»      | Yoshifumi Sasahara                                | Norimitsu Kaihō, Yoshifumi Sasahara, Tomohisa Taguchi             | 15 de octubre de 2020     |
| 3   | «MISSION: IMPOSSIBLE» | Hikaru Murata                                     | Ryō Morise, Yoshifumi Sasahara, Tomohisa Taguchi                  | 22 de octubre de 2020     |
| 4   | «SPEED»               | Yoshinori Odaka                                   | Norimitsu Kaihō, Tomohisa Taguchi                                 | 29 de octubre de 2020     |
| 5   | «DEAD MAN WALKING»    | Takumi Dōyama                                     | Norimitsu Kaihō, Ryō Morise, Yoshifumi Sasahara, Tomohisa Taguchi | 5 de noviembre de 2020    |
| 6   | «BROTHER»             | Yoshifumi Sasahara                                | Yoshifumi Sasahara, Tomohisa Taguchi                              | 12 de noviembre de 2020   |
| 7   | «ロスト・チルドレン»  | Hikaru Murata                                     | Hikaru Murata, Tomohisa Taguchi                                   | 19 de noviembre de 2020   |
| 8   | «BLACK RAIN»          | Yūta Suzuki, Tomohisa Taguchi, Yoshifumi Sasahara | Tomohisa Taguchi                                                  | 26 de noviembre de 2020   |
| 9   | «THE SHINING»         | Tomohisa Taguchi                                  | Tomohisa Taguchi                                                  | 3 de diciembre de 2020    |
| 10  | «BABEL»               | Hikaru Murata                                     | Tomohisa Taguchi                                                  | 10 de diciembre de 2020   |
| 11  | «WAR GAMES»           | Yoshifumi Sasahara                                | Tomohisa Taguchi                                                  | 17 de diciembre de 2020   |
| 12  | «AKUDAMA DRIVE»       | Tomohisa Taguchi                                  | Tomohisa Taguchi                                                  | 24 de diciembre de 2020   |

### Lanzamiento BD/DVD
| Vol. | Episodios | Fecha de lanzamiento    | Ref(s) |
| ---- | --------- | ----------------------- | ------ |
| 1    | 1–2       | 25 de diciembre de 2020 | [ 13 ] |
| 2    | 3–4       | 29 de enero de 2021     | [ 14 ] |
| 3    | 5–6       | 26 de febrero de 2021   | [ 15 ] |
| 4    | 7–8       | 26 de marzo de 2021     | [ 16 ] |
| 5    | 9–10      | 28 de abril de 2021     | [ 17 ] |
| 6    | 11–12     | 28 de mayo de 2021      | [ 18 ] |

## Recepción
Lauren Orsini de Anime News Network consideró Akudama Drive como su serie más esperada del otoño de 2020. En su estreno, la serie atrajo múltiples reacciones positivas de los fanáticos y críticas, citando similitudes entre la serie Danganronpa de Kodaka y la película Blade Runner de 1982. Un crítico se mostró más escéptico sobre el estreno y calificó la serie de "vanguardista". The Fandom Post le dio al primer episodio una "B", encontrando al gran elenco divertido pero al mismo tiempo hilarante cuando son presentados.